# بایونیک (آلبوم کریستینا آگیلرا)
بایونیک (به انگلیسی: Bionic) ششمین آلبوم استودیویی خواننده آمریکایی کریستینا آگیلرا است که در ۴ ژوئن ۲۰۱۰ منتشر شد.